# Neobola
Genre
Neobola est un genre de poissons d'eau douce téléostéens de la famille des Cyprinidae (ordre des Cypriniformes). 

## Répartition
Les espèces du genre Neobola se rencontrent en Afrique de l’Est.

## Liste des espèces
Selon World Register of Marine Species (27 avril 2024) :
- Neobola bottegoi Vinciguerra, 1895
- Neobola fluviatilis (Whitehead, 1962)
- Neobola kinondo Bart, Schmidt, Nyingi & Gathua, 2019
- Neobola nilotica Werner, 1919
- Neobola stellae (Worthington, 1932)

## Classification
Le nom valide complet (avec auteur) de ce taxon est Neobola Vinciguerra, 1895.

### Publication originale
- (la + it) D. Vinciguerra, « Esplorazione del Giuba e dei suoi affluenti compiuta dal Cap. V. Bottego durante gli anni 1892-93 sotto gli auspicii della Società geografica Italiana - III. Pesci », Annali del Museo civico di storia naturale di Genova, Gênes, 2e série, vol. 15, no 35,‎ 1895, p. 19-60 (ISSN 1122-6447, lire en ligne, consulté le 27 avril 2024).